# GLAAD Media Awards 2013
La 24ª edizione dei GLAAD Media Awards si è tenuta nel 2013. Le cerimonie di premiazione hanno avuto luogo al Marriott Marquis di New York il 16 marzo, al Westin Bonaventure Hotel & Suites di Los Angeles il 20 aprile e al Marriott Marquis di San Francisco l'11 maggio.

## New York

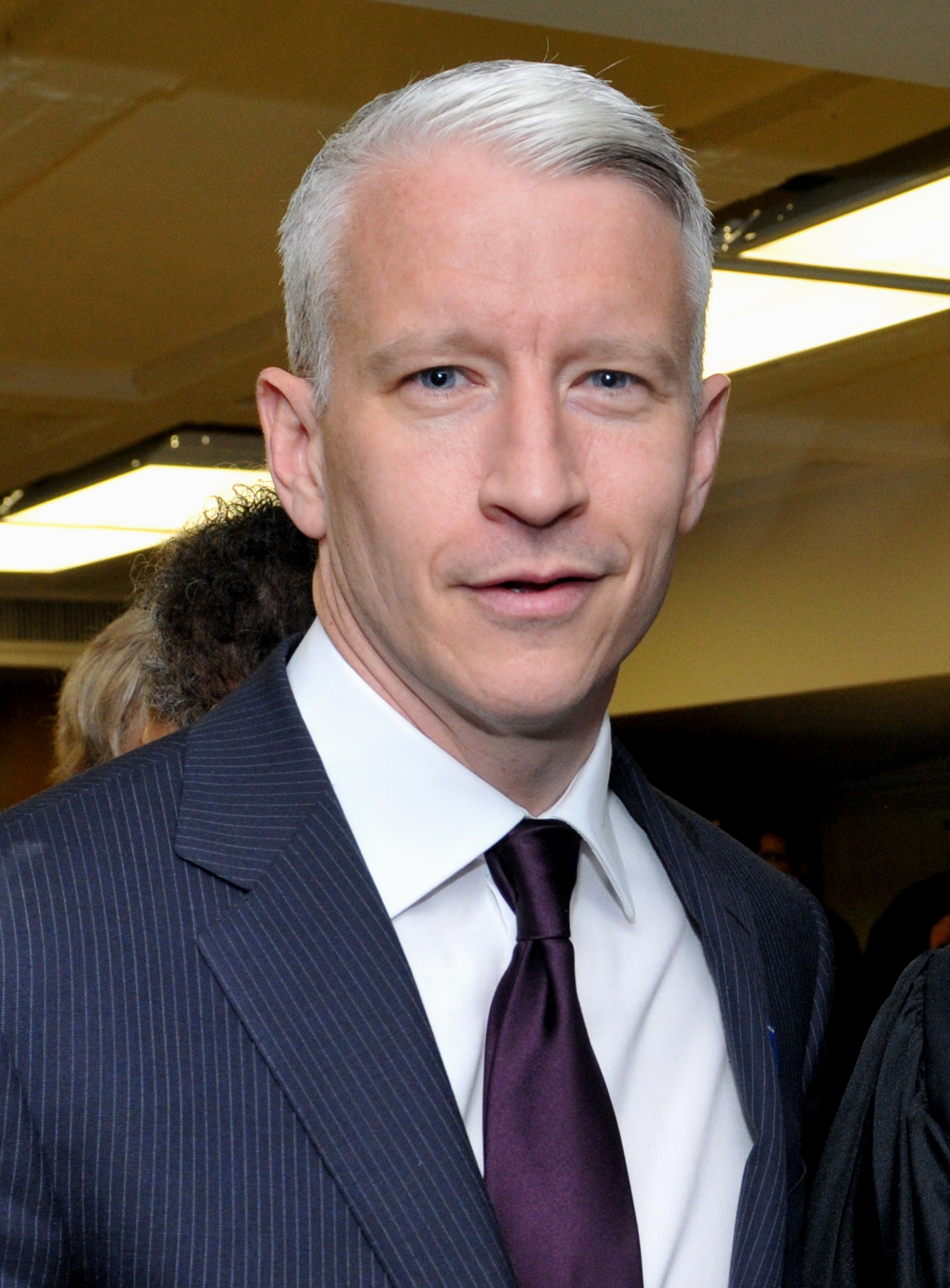
Anderson Cooper ha ricevuto il Vito Russo Award alla cerimonia di New York.

### Vito Russo Award
- Anderson Cooper [5][6]

### Ally Award
- Brett Ratner [7]

### Miglior serie drammatica
- Smash
- Degrassi: The Next Generation
- Grey's Anatomy
- The L.A. Complex
- True Blood

### Miglior documentario
- How to Survive a Plague
- Wish Me Away
- Codebreaker
- Hit So Hard
- Vito

### Miglior reality show
- The Amazing Race
- "It Is What It Is" di Here Comes Honey Boo Boo
- "Welcome to Hollywood!" di Pregnant in Heels
- Small Town Security
- The Real L Word

### Miglior articolo di giornale
- "Game Changer" - Andy Mannix, City Pages
- "Black Church Reaches Out to Gay, Transgender Teens" - Meghan E. Irons, The Boston Globe
- "Generation Halsted" (serie) - Windy City Times
- "Most Local School Districts Ignore State's Anti-Gay Bullying Law" - Phillip Zonkel, Press-Telegram
- "Turned Away, He Turned to the Bible" - Douglas Quenqua, The New York Times

### Miglior curatore di una rubrica di giornale
- Frank Bruni - The New York Times
- Bill Nemitz - Portland Press Herald
- Leonard Pitts - The Miami Herald
- Eugene Robinson - The Washington Post
- Dan Rodricks - The Baltimore Sun

### Miglior giornale
- The Boston Globe
- The Baltimore Sun
- Portland Press Herald
- Sioux City Journal
- USA Today

### Miglior articolo di una rivista
- "School of Hate" - Sabrina Rubin Erdely, Rolling Stone
- "The First Gay President" - Andrew Sullivan, Newsweek
- "The Marriage Plot: Inside This Year's Epic Campaign for Gay Equality" - Molly Ball, The Atlantic
- "Netherland" - Rachel Aviv, The New Yorker
- "The Transgender Athlete" - Pablo S. Torre and David Epstein, Sports Illustrated

### Miglior rivista
- The Advocate
- New York
- The New Yorker
- People
- Seventeen

### Miglior Teatro di New York: Broadway & Off Broadway
- The Whale - Samuel D. Hunter
- Bring It On: The Musical Book - Jeff Whitty, musica e testi di Lin-Manuel Miranda, Tom Kitt and Amanda Green
- Cock - Mike Bartlett
- The Columnist - David Auburn
- Vanya and Sonia and Masha and Spike - Christopher Durang

### Miglior Teatro di New York: Off-Off Broadway
- From White Plains - Michael Perlman in collaborazione con Fault Line Theatre
- Baby Daddy - Alec Mapa
- A Map of Virtue - Erin Courtney
- Sontag: Reborn - Moe Angelos, basato sul libro di Susan Sontag
- Tail! Spin! - Mario Correa

## Los Angeles

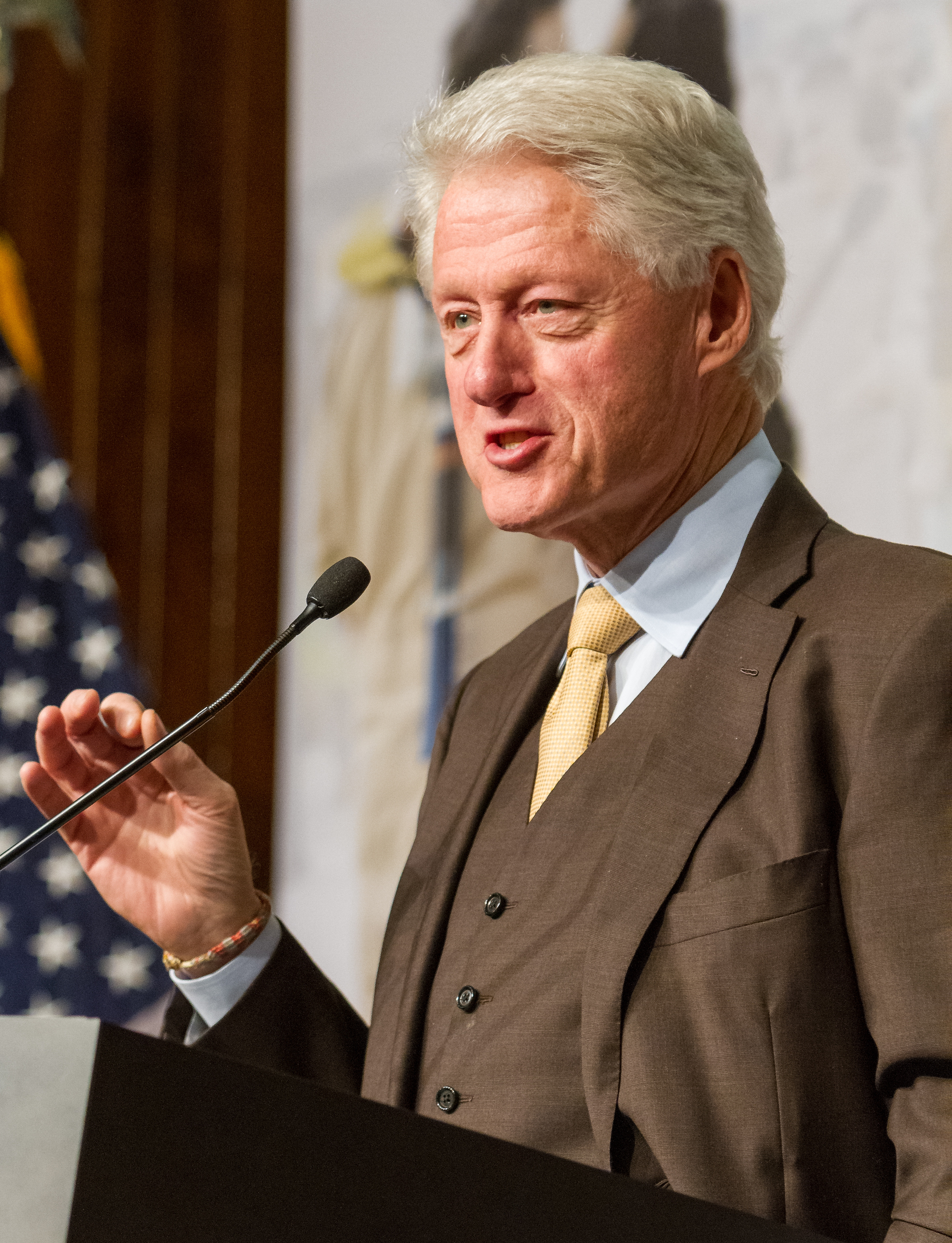
Bill Clinton ha ricevuto l'Advocate for Change Award alla cerimonia di Los Angeles.

### Advocate for Change Award
- Bill Clinton [8][9]

### Stephen F. Kolzak Award
- Steve Warren

### Miglior film della grande distribuzione
- Ragazzo da parete (The Perks of Being a Wallflower)
- Marigold Hotel (The Best Exotic Marigold Hotel)
- Cloud Atlas
- ParaNorman
- Your Sister's Sister

### Miglior serie commedia
- The New Normal
- Glee
- Go On
- Happy Endings
- Modern Family

### Miglior episodio serie TV
- "Don't Ask, Don't Tell Me What to Do" - Aiutami Hope! (Raising Hope)
- "Family Matters" - Drop Dead Diva
- "L'Affaire Du Coeur" - Franklin & Bash
- "Lost and Found" - Touch
- "Ruby Slippers" - The Mentalist

### Miglior film per la televisione o miniserie
- American Horror Story: Asylum
- Hit & Miss
- Political Animals

### Miglior soap opera drammatica
- Il tempo della nostra vita (Days of Our Lives)
- Beautiful (The Bold and the Beautiful)

### Miglior episodio talk show
- "At Home with Neil Patrick Harris, His Fiancé David Burtka, & Their Twins" - Oprah's Next Chapter
- "Autoshop Restores Bullied Gay Student's Car for Free" - The Ellen DeGeneres Show
- "Bishop Gene Robinson" - The Daily Show
- "Marriage Equality" - The Suze Orman Show
- "The Husband Who is Now a Woman and the Daughter Who is Now a Son" - The Jeff Probst Show

### Miglior Teatro di Los Angeles
- The Children - Michael Elyanow
- Edith Can Shoot Things and Hit Them - A. Rey Pamatmat
- The Irish Curse - Martin Casella
- Pieces - Chris Phillips
- Silent - Pat Kinevane

## San Francisco

### Golden Gate Award
- Lt. Gov. Gavin Newsom

### Corporate Leader Award
- San Francisco Giants

### Davidson/Valentini Awar
- Adam Lambert

### Miglior film della piccola distribuzione
- Any Day Now
- Keep the Lights On
- Mosquita y Mari
- Musical Chairs
- Noordzee, Texas

### Miglior cantante
- Adam Lambert - Trespassing
- Frank Ocean - Channel Orange
- Gossip - A Joyful Noise
- Scissor Sisters - Magic Hour
- Rufus Wainwright - Out of the Game

### Miglior Blog
- Rod 2.0
- Autostraddle
- blac(k) ademic
- The New Civil Rights Movement
- Towleroad

### Miglior fumetto
- Kevin Keller - Dan Parent, Archie Comics
- Astonishing X-Men - Marjorie Liu, Marvel Comics
- Batwoman - J.H. Williams III and W. Haden Blackman, DC Comics
- Buffy the Vampire Slayer - Andrew Chambliss, Scott Allie, Jane Espenson, Drew Z. Greenberg, Dark Horse Comics
- Earth 2 - James Robinson, DC Comics

### Miglior articolo giornalistico digitale - Mutimedia
- "Edie Takes on DOMA" - In the Life, ITLMedia.org
- "The Advocate 45" (serie) - Advocate.com
- "Athletes at Core of 'Fearless' Photo Project" - Patrick Dorsey e Jeff Sheng, ESPN.com
- "'Don't Ask, Don't Tell': Transgender Officers on Secretly Serving in the U.S. Military" - Marc Lamont Hill, Live.HuffingtonPost.com
- "Gay Rights in the US, State by State", GuardianNews.com

### Miglior articolo giornalistico digitale
- "Why Aren't We Fighting for CeCe McDonald?" - Marc Lamont Hill, Ebony.com
- "The Beautiful Daughter: How My Korean Mother Gave Me the Courage to Transition" - Andy Marra, HuffingtonPost.com
- "Boardroom Battle: Directors Clash Over Gay Rights" - Ryan Ruggiero, CNBC.com
- "Eight Months in Solitary" - Andrew Harmon, Advocate.com
- "Workplace Protections for LGBT Workers Remain Stalled" - Chris Geidner, BuzzFeed.com